# Dorian Awards 2012
La 3ª edizione dei Dorian Awards si è tenuta nel 2012 a Los Angeles. Durante la cerimonia sono state premiate le migliori produzioni cinematografiche e televisive del 2011.
In seguito sono elencate le categorie. Il relativo vincitore è stato indicato in grassetto

## Cinema

### Film dell'anno
- Weekend, regia di Andrew Haigh
- The Artist, regia di Michel Hazanavicius
- Midnight in Paris, regia di Woody Allen
- Paradiso amaro (The Descendants), regia di Alexander Payne
- La pelle che abito (La piel que habito), regia di Pedro Almodóvar
- The Tree of Life, regia di Terrence Malick

### Film a tematica LGBTQ dell'anno
- Weekend, regia di Andrew Haigh
- Albert Nobbs, regia di Rodrigo García
- Beginners, regia di Mike Mills
- Pariah, regia di Dee Rees
- Tomboy, regia di Céline Sciamma

### Film "campy" dell'anno
- I Muppet (The Muppets), regia di James Bobin
- Justin Bieber: Never Say Never, regia di Jon M. Chu
- Kaboom, regia di Gregg Araki
- Thor, regia di Kenneth Branagh
- The Twilight Saga: Breaking Dawn - Parte 1 (The Twilight Saga: Breaking Dawn - Part 1), regia di Bill Condon

### Film più sottovalutato dell'anno
- 50 e 50 (50/50), regia di Jonathan Levine
- Insidious, regia di James Wan
- Jane Eyre, regia di Cary Fukunaga
- Mosse vincenti (Win Win), regia di Tom McCarthy
- Warrior, regia di Gavin O'Connor

### Film documentario dell'anno
- We Were Here, regia di David Weissman e Bill Weber
- Carol Channing: Larger Than Life, regia di Dori Berinstein
- Cave of Forgotten Dreams, regia di Werner Herzog
- Page One. Un anno dentro il New York Times (Page One: Inside the New York Times), regia di Andrew Rossi
- Pina, regia di Wim Wenders

### Film documentario a tematica LGBTQ dell'anno
- We Were Here, regia di David Weissman e Bill Weber
- Becoming Chaz, regia di Fenton Bailey e Randy Barbato
- Bill Cunningham New York, regia di Richard Press
- Making the Boys, regia di Crayton Robey
- Vito, regia di Jeffrey Schwarz

### Performance cinematografica dell'anno
- Meryl Streep – The Iron Lady
- Leonardo DiCaprio – J. Edgar
- Michael Fassbender – Shame
- Rooney Mara – Millennium - Uomini che odiano le donne (The Girl with the Dragon Tattoo)
- Janet McTeer – Albert Nobbs
- Christopher Plummer – Beginners

## Televisione

### Serie, miniserie o film tv drammatico dell'anno
- American Horror Story: Murder House
- Downton Abbey
- The Good Wife
- Homeland - Caccia alla spia (Homeland)
- Mildred Pierce, regia di Todd Haynes

### Serie, miniserie o film tv commedia dell'anno
- Modern Family
- 30 Rock
- The Big Bang Theory
- Happy Endings
- Louie

### Serie, miniserie, film tv o altra trasmissione a tematica LGBTQ dell'anno
- Modern Family
- American Horror Story: Murder House
- Happy Endings
- RuPaul's Drag Race (competition show)
- True Blood

### Serie tv o altra trasmissione musicale dell'anno
- Glee (ex aequo)
- Lady Gaga Presents the Monster Ball Tour: At Madison Square Garden (ex aequo)
- A Very Gaga Thanksgiving
- Bette Midler: The Showgirl Must Go On
- The Voice

### Serie, miniserie, film tv o altra trasmissione "campy" dell'anno
- Revenge
- American Horror Story: Murder House
- Hot in Cleveland
- The A-List: New York (reality show)
- True Blood

### Serie, miniserie, film tv o altra trasmissione più sottovalutata dell'anno
- Suburgatory
- Enlightened
- Happy Endings
- Louie
- Pan Am
- Parenthood

### Performance televisiva dell'anno
- Jessica Lange – American Horror Story: Murder House
- Bryan Cranston – Breaking Bad
- Claire Danes – Homeland - Caccia alla spia (Homeland)
- Madeleine Stowe – Revenge
- Kate Winslet – Mildred Pierce

## Altri premi

### Stella emergente ("We're Wilde About You!" Rising Star Award)
- Michael Fassbender
- Jessica Chastain
- Tom Hardy
- Melissa McCarthy
- Elizabeth Olsen

### Spirito selvaggio dell'anno (Wilde Wit of the year Award)
- Kathy Griffin
- Gli autori di Happy Endings
- Louis C.K.
- Rachel Maddow
- Kristen Wiig

### Timeless Award
- Betty White